# Carsten Schlangen
Carsten Schlangen (ur. 31 grudnia 1980 w Meppen) – niemiecki lekkoatleta specjalizujący się w biegach średniodystansowych, uczestnik letnich igrzysk olimpijskich w Pekinie (2008) i w Londynie (2012), srebrny medalista mistrzostw Europy z Barcelony (2010) w biegu na 1500 metrów.
Sześciokrotny mistrz Niemiec (2006–2011) na dystansie 1500 m, halowy mistrz na 3000 m (2010 i 2013). W 2010 został mistrzem kraju w biegu przełajowym na 3 kilometry.

## Sukcesy sportowe
- 2008 – Pekin, igrzyska olimpijskie – półfinał na 1500 m
- 2009 – Turyn, halowe mistrzostwa Europy – 5. miejsce w biegu na 800 m
- 2010 – Barcelona, mistrzostwa Europy – brązowy medal w biegu na 1500 m
- 2012 - Londyn, igrzyska olimpijskie - półfinał na 1500 m